# OddMuse
Oddmuse是Alex Schroeder依據UseModWiki的原始碼所修改而成的Wiki引擎，它採用Perl做為開發的程式語言，並且不採用任何的資料庫管理系統儲存頁面資料，只儲存於檔案系統內，它的特色除了加強UTF-8的支援性外，並且也提供眾多的擴充程式以補強其功能。

## 延伸閱讀
- Oddmuse官方網站